# Crucicaryum papuanum
Crucicaryum papuanum là loài thực vật có hoa trong họ Mồ hôi. Loài này được O.Brand mô tả khoa học đầu tiên năm 1929.